# Štefan Manca
Štefan Manca (4. března 1915 – ???) byl slovenský a československý politik, poúnorový bezpartijní poslanec Národního shromáždění ČSR a poslanec Sněmovny lidu Federálního shromáždění za normalizace.

## Biografie
Ve volbách roku 1954 byl zvolen do Národního shromáždění ve volebním obvodu Piešťany-Nové Mesto nad Váhom jako bezpartijní poslanec. V parlamentu setrval až do konce funkčního období, tedy do voleb roku 1960. K roku 1954 se profesně uvádí jako ředitel Státních lázní Piešťany.
Do parlamentu se později ještě vrátil. Po federalizaci Československa byl ve volbách v roce 1971 zvolen (opět jako bezpartijní) do Sněmovny lidu Federálního shromáždění (volební obvod Západoslovenský kraj). Setrval zdedo konce funkčního období, tedy do voleb v roce 1976.